# Риџвеј (Јужна Каролина)
Риџвеј (енгл. Ridgeway) град је у америчкој савезној држави Јужна Каролина.

## Демографија
По попису из 2010. године број становника је 319, што је 9 (-2,7%) становника мање него 2000. године.
| Група             | 2000.       | 2010.       |
| Белци             | 198 (60,4%) | 169 (53,0%) |
| Афроамериканци    | 123 (37,5%) | 145 (45,5%) |
| Азијати           | 0 (0,0%)    | 0 (0,0%)    |
| Хиспаноамериканци | 0 (0,0%)    | 3 (0,9%)    |
| Укупно            | 328         | 319         |